# Estadio Capital do Móvel
El Estadio Capital do Móvel es un estadio multiuso de Paços de Ferreira, Portugal. Actualmente se utiliza principalmente como estadio para partidos de fútbol. El estadio es capaz de contener 9076 personas y fue construido en 1973.